# TotalTV
TotalTV, anteriormente conocida como Zazeen, es una empresa de telecomunicaciones canadiense, que opera un servicio de Televisión IPTV.

## Ofertas de televisión
Es un proveedor de TV de servicios completos. Sus ofertas se extienden desde las cadenas tales como CBS, NBC, ABC y FOX, a cobertura de deportes como TSN, Golf Channel y Sportsnet. Su lista incluye canales premium tales como AMC y HBO, canales infantiles como Disney Channel y Treehouse TV, canales de interés especial como Discovery Channel, National Geographic y Food, canales en francés tales como Z Tele y Super Ecran además de varios canales étnicos tales como RT y beIN Sports.

## Internet
Debido al sistema regulatorio en Canadá, el paquete televisivo completo es entregado a través de una conexión de Internet obtenida por ellos o sus socios. Ofrecer servicios de Internet por cable, ADSL y VDSL al por mayor.